# Boeing XPBB Sea Ranger
El Boeing XPBB-1 Sea Ranger (Boeing 344) fue un prototipo de Bombardero de Patrulla hidrocanoa bimotor, construido para la Armada de los Estados Unidos. La orden de producción de este avión fue cancelada para liberar la capacidad de producción necesaria para construir el Boeing B-29, y solo fue completado un único prototipo.

## Diseño y desarrollo
Bastante antes de que los Estados Unidos entraran en la Segunda Guerra Mundial, la Armada inició un programa para desarrollar un hidrocanoa de largo alcance, capaz de cubrir la vasta extensión del Océano Pacífico. El diseño del Model 344 ofrecido por Boeing fue el elegido, y se le concedió un contrato por 57 aviones el 29 de junio de 1940. La designación dada al modelo fue PBB, por Bombardero de Patrulla, Boeing, el primer avión de la categoría construido por Boeing para la Armada. Sin embargo, Boeing tenía una importante experiencia en la construcción de grandes hidrocanoas, habiendo producido el exitoso avión de pasajeros Boeing 314. Para construir el gran PBB, Boeing comenzó la construcción de una nueva factoría junto al lago Washington en Renton, Washington, que era propiedad de la Armada de los Estados Unidos. Sin embargo, el prototipo fue construido en su mayoría en Seattle, y fue trasladado a Renton sólo para ser completado.
Para alcanzar el largo alcance deseado, el PBB se convirtió en un avión bastante grande, con una envergadura de 42,59 m y 10 tripulantes. A pesar de su tamaño, estaba propulsado por solo dos motores radiales Wright R-3350 Duplex Cyclone, impulsando hélices tripala Curtiss Electric. Fue el mayor hidrocanoa bimotor volado durante la Segunda Guerra Mundial. Para un hidrocanoa, el PBB era aerodinámicamente limpio, con un ala cantilever colocada alta en el fuselaje. El fondo del casco tenía un solo escalón y se unieron flotadores de balancín no retráctiles a unos aerodinámicos montantes cantilever. El casco inferior estaba dividido en siete compartimentos estancos, y una pequeña cubierta superior proporcionaba acomodo para la tripulación de cabina. El ala del PBB fue construida con una sección central y dos paneles exteriores. La sección central llevaba las góndolas motoras y contenía las bodegas internas de bombas, así como depósitos de combustible y aceite. Los paneles alares exteriores contenían depósitos de combustible integrales, el principal y el auxiliar.
El armamento defensivo del PBB consistía en cinco torretas eléctricas equipadas con ametralladoras Browning M2. Estaban instaladas en el morro, en la cola, en el fuselaje superior justo detrás del borde de fuga del ala, y en dos posiciones de cintura en el fuselaje trasero. Excepto para las armas de cintura, las torretas tenían dos armas cada una. El armamento ofensivo podía consistir en hasta 9071,85 kg de bombas en bodegas internas en la sección central alar (cinco bodegas a cada lado) o dos torpedos Mk.13 o Mk.15 colgados bajo la sección central alar.
Los depósitos de combustible auxiliar exterior de 6.473,05 l e interior de 5.924,17 l estaban destinados a ser utilizados sólo bajo condiciones de sobrecarga, en las que el PBB despegaría asistido por catapulta, para lograr un alcance teórico de 17.700 km. El alcance normal, usando los depósitos de combustible principales, era de 6.830 km. En marzo de 1941, la Oficina de Aeronáutica de la Armada encargó a la Naval Aircraft Factory una catapulta capaz de lanzar un PBB-1. La NAF preparó puntualmente un diseño de una catapulta Mark VII que sería capaz de lanzar un PBB-1 de cincuenta toneladas a una velocidad de 209,21 km/h. La catapulta estaría instalada en una barcaza, de modo que el hidrocanoa pudiera ser izado sobre ella con una gran grúa o gatos hidráulicos. Sin embargo, en el verano de 1942, mientras el desarrollo de la catapulta Mk.VII todavía estaba en curso, la Armada canceló el proyecto porque se consideró más práctica la asistencia JATO en el despegue.
El prototipo, designado XPBB-1, realizó su primer vuelo el 9 de julio de 1942 desde el Lago Washington. El avión se manejó bien y fue considerado técnicamente exitoso. Sin embargo, ya en 1942 el programa del PBB había sido cancelado: la necesidad de un hidrocanoa de largo alcance se había reducido debido a la habilidad de aviones terrestres como el Consolidated PB4Y  de volar misiones de largo alcance sobre el océano, y la construcción de un pequeño número de PBB-1 tendría un impacto negativo en la tasa de producción del B-29. La Armada permitió usar al ejército la factoría de Renton para producir bombarderos B-29, a cambio del uso de otra factoría en Kansas.
El único XPBB-1 fue entregado a la Armada estadounidense, y fue usado en programas de pruebas hasta 1947, cuando fue finalmente retirado. A pesar de las insinuaciones de que podrían construirse más aviones, quizá en otra factoría, siguió siendo el único ejemplar del modelo, y en consecuencia fue apodado "Lone Ranger" ("Llanero Solitario").

## Operadores
Estados Unidos
- Armada de los Estados Unidos.

## Especificaciones
Referencia datos: War Planes of the Second World War: Volume Six

### Características generales
- Tripulación: 10
- Longitud: 28,89 m
- Envergadura: 42,59 m
- Altura: 10,42 m
- Superficie alar: 169,7 m²
- Peso vacío: 18.878 kg
- Peso cargado: 28.185 kg
- Peso máximo al despegue: 45.968 kg
- Planta motriz: 2× motor radial de 18 cilindros, sobrealimentado y refrigerado por aire Wright R-3350-8.
  - Potencia: 2.300 hp cada uno.
- Hélices: Tripala Curtiss Electric

### Rendimiento
- Velocidad nunca excedida (Vne): 345 km/h a nivel del mar
- Alcance: 10.000 km (máximo)

  - Normal: 6.834 km
- Techo de vuelo: 6.830 m (22,400 pies)
- Régimen de ascenso: 4,98 m/s (980 pies/min)
- Carga alar: 166 kg/m² (34,0 lb/pie²)
- Potencia/peso: 0,24 kW/kg (0,15 hp/lb)

### Armamento
- Ametralladoras: 

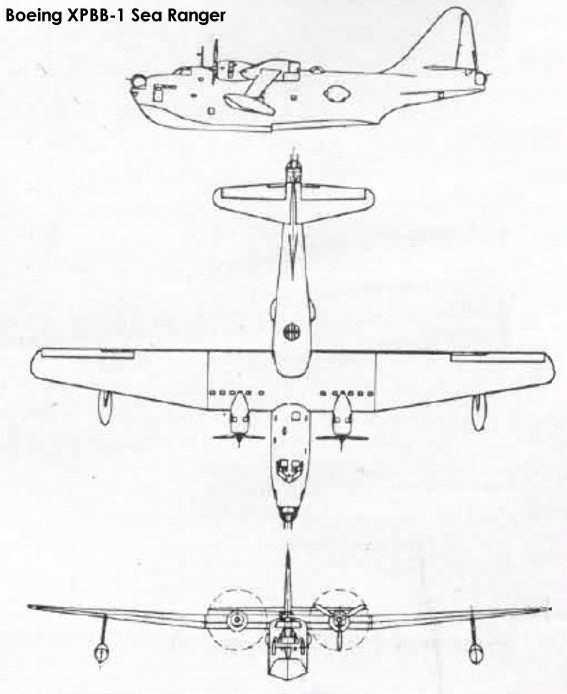
Dibujos del XPBB-1.

  - 8 de 12,7 mm en torretas proel y de cola, y posiciones de cintura
- Bombas: 9100 kg

### Secuencias de designación
- Secuencia Numérica (interna de Boeing): ← 307 - 314 - 316 - 344 - 345 - 367 - 367-80 →
- Secuencia PB_B (Bombarderos de Patrulla de la Armada estadounidense, 1935-1962 (Boeing, 1923-1962)): PBB - PB2B

### Listas relacionadas
- Anexo:Aeronaves militares de los Estados Unidos (navales)